# استاین دوولدر
استاین دوولدر (آلمانی: Stijn Devolder؛ زادهٔ ۲۹ اوت ۱۹۷۹) دوچرخه‌سوار اهل بلژیک است.
از باشگاه‌هایی که در آن رکاب زده‌است می‌توان به تیم ترک-سگافردو، تیم دوچرخه‌سواری ماپی، اسپورت فلاندر-بالوزه، تیم دوچرخه‌سواری یو.اس. پوستال سرویس، تیم کوئیک‌استپ فلورز، و تیم دوچرخه‌سواری وکانسولیل–دی‌سی‌ام اشاره کرد.